# Евдаково (село)
Евдаково — село в Каменском районе Воронежской области России.
Административный центр Евдаковского сельского поселения
Через село проходит железная дорога Москва-Воронеж-Ростов (есть остановочный пункт «Евдаковский» (бывш. 707 км) Юго-Восточной железной дороги), и автомобильная дорога Воронеж-Луганск.

## География

### Улицы
- ул. 8 Марта,
- ул. Гагарина,
- ул. Железнодорожная,
- ул. Захарченко,
- ул. Новая,
- ул. Полевая,
- ул. Садовая,
- ул. Совхозная,
- ул. Солнечная.